# Ketegan (Rejoso)
Ketegan is een bestuurslaag in het regentschap Pasuruan van de provincie Oost-Java, Indonesië. Ketegan telt 1260 inwoners (volkstelling 2010).